# Бронський В'ячеслав Михайлович
В'ячеслав Михайлович Бронський (24 березня 1876 — лютий 1919, м. Вінниця) — український військовий діяч, генерал-хорунжий армії УНР.

## Життєпис
Народився 24 березня 1876 року. Закінчив Ананьївську гімназію.

### На службі РІА
Закінчив у 1897 році Чугуївське піхотне юнкерське училище, вийшов підпрапорщиком до 17-го піхотного Архангелогородського полку, служив у 139-му піхотному Моршанському полку, у складі якого брав участь у Російсько-японській війні (був контужений). Закінчив Миколаївську академію Генерального штабу за 1-м розрядом (1907 рік). Служив на штабових посадах у Варшавському військовому окрузі.
Брав участь у Першій світовій війні. З 19 жовтня 1916 р. — командир 184-го піхотного Варшавського полку. З 21 листопада 1916 р. — генерал-майор. З 4 червня 1917 р. — начальник штабу 17-го армійського корпусу.

### На службі УНР
Ще влітку 1917 заявив про своє прихильне ставлення до українського військового руху. З січня 1918 р. був приділений до оперативного відділу Українського Генерального штабу Центральної Ради.
21 лютого 1918 р. був призначений представником Військового міністерства Центральної Ради при німецькому командуванні. З 20 квітня 1918 р. очолював комісію по створенню української армії при військовому міністрі Центральної Ради, згодом — Української Держави.
15 грудня 1918 р., після вступу військ Директорії до Києва, був призначений начальником Головного управління Генерального штабу УНР. З 31 грудня 1918 р. — 2-й помічник начальника штабу Дієвої армії УНР. З 22 січня 1919 р. за сумісництвом — начальник Головного управління Генерального штабу Дієвої армії УНР.
Помер від епідемічного висипного тифу, похований у Вінниці у 20-х числах лютого 1919 року.

## Вшанування пам'яті
У місті Вінниця існує вулиця В'ячеслава Бронського.